# Papir de Brooklyn
El papir Brooklyn (47.218.48 i 47.218.85, també conegut com el papir mèdic de Brooklyn) és un papir mèdic que data de l'antic Egipte i és un dels més antics escrits sobre Medicina i ofiologia preservats. El manuscrit està datat al voltant del 450 aC i avui és conservat al Museu de Brooklyn de Nova York.

## Història
La data del descobriment del rotllo no és coneguda. Va ser adquirit al voltant de 1889 per Charles Edwin Wilbour i donat al museu per la seva filla Theodora Wilbour al començament de la dècada de 1930. El manuscrit podria haver-se originat en el temple de Heliòpolis.
L'any 1989, l'egiptòleg francès Serge Sauneron va publicar una extensa descripció del manuscrit en el seu llibre "Un traité égyptien d'ophiologie - Papyrus du Brooklyn Museum ens 47.218.48 et 85"
Els antics egipcis eren molt conscients tant de la utilitat de les serps per controlar plagues com dels perills plantejats pels seus verins. Les deïtats vinculades amb les serps eren venerades amb l'esperança de prevenir atacs eventuals pels seus representants terrenals.
Avui dia, el manuscrit no està en exhibició al Museu de Brooklyn. Els nombres de l'arxiu són 47.218.48 i 47.218.85.

## El manuscrit
El papir de Brooklyn consisteix en un rotllo de papir dividit en dues parts amb algunes d'elles perdudes. La seva longitud total està estimada en 175 × 27 cm. El text està escrit a l'anvers. Els diferents nombres refereixen a la part superior (-48, 66,5 × 27,5 cm) i la inferior (-85, 66,5 × 27,5 cm) del rotllo.
Es tracta d'una recopilació; la primera part descriu sistemàticament un nombre de diferents ofidis i la segona, descriu diferents tractaments per a les seves mossegades. El manuscrit també conté tractaments per a les mossegades d'escorpins i d'aranyes.
El papir està datat entre els anys 660 i 330 aC, al voltant de la dinastia XXX. No obstant això, el text està escrit en un estil utilitzat durant l'Imperi Mitjà el que podria suggerir que el seu origen podria remetre's a la dinastia XIII.

### Contingut
El text contínua pàgina a pàgina, alternant entre les dues parts del papir. D'aquesta manera cada pàgina completa comença amb 47.218.48 i finalitza amb 47.218.85 (el nombre d'accés donat pel Museu de Brooklyn). El títol i el principi del treball estan perduts, i la part restant de la primera secció comença a la línia 15 de la part més baixa (pàgina designada 1) i continua fins a la pàgina 2 tant de la part superior com de la part inferior, finalitzant a la línia 16 de l'última. La primera secció comprèn una descripció sistemàtica de serps i les seves mossegades. L'última línia estableix que hi ha hagut descripcions de 38 serps i les seves mossegades de les quals les primeres 13 estan perdudes.
La segona secció comença a la línia 17, pàgina 2 de les parts inferiors (47.218.85), i continua gairebé completa fins al cinquè parell de pàgines. Només roman les meitats del costat dret del sisè parell de pàgines. La segona secció comença en el paràgraf 39 amb una introducció important: 
| « | Començament de la recopilació de remeis para... extreure el verí de totes... serps, tots els escorpins, totes la taràntules i totes ::serps, a la mà dels sacerdots kherep de Serqet i per allunyar totes les serps i segellar les seves boques. | » |

La segona secció després continua amb molts remeis i uns pocs encanteris per a aquells que han estat mossegats per serps. L'organització dels remeis és estrictament pràctica, i en la seva major part està basada en les espècies de serps responsables de les mossegades, o els símptomes patits per la víctima. Els remeis estan en l'ordre típic de les prescripcions que apareixen en el papir Ebers i altres papirs mèdics, els quals estaven aparentment destinats per a doctors laics. Aquest papir mostra l'evidència de la proximitat dels rols paral·lels del metge swnw i els varis sacerdots interessats en el guariment.

## Llista de serps en la primera part del Papir
| Paràgraf | Nom egipci       | Característiques distintives                 | Severitat de la mossegada | Deïtat associada | Tractament específic (paràgraf) |
| -------- | ---------------- | -------------------------------------------- | ------------------------- | ---------------- | ------------------------------- |
| 14       | (perdut)         | (perdut)                                     | pot ser salvat            | cap              | -                               |
| 15       | Gran serp Aapep  | totalment vermella, panxa blanca, 4 dents    | Mort ràpida               | cap              | -                               |
| 16       | gany             | totalment negra                              | Mort ràpida               | Sobek            | -                               |
| 17       | ikher            | fosca, arriba a l'home                       | Mort ràpida               | Kherybakef       | -                               |
| 18       | ca-en-am         | color de guatlla, cap gran, cua de ratolí    | Pot salvar-se             | Sobek/Neith      | -                               |
| 19       | kedjuu           | petita com una sargantana                    | Mort ràpida               | cap              | -                               |
| 20       | sedbu            | vermella, ulls grocs                         | Pot salvar-se             | cap              | 48,52                           |
| 21       | nebed2           | verd, panxa blanca                           | No letal                  | Hathor           | -                               |
| 22       | fy tiam          | color de rer serp                            | No letal                  | Geb              | 51                              |
| 23       | blanca henep2    | totalment blanca, 4 dents                    | Podria provocar la mort   | Serqet           | 78                              |
| 24       | vermella henepu2 | blanca, esquena vermella, 4 dents            | Pot salvar-se             | Seth             | 80                              |
| 25       | neki             | 2,4 m llarg                                  | No letal                  | Ra               | 45,47                           |
| 26       | fy               | imatge de lotus en el front                  | No letal                  | Horus            | -                               |
| 27       | fy (bufadora)    | verd/blau en el coll, moviment reptant únic  | Pot salvar-se             | Horus            | 73                              |
| 28       | fy (amb banyes)  | color de guatlla                             | No letal                  | Horus            | 75                              |
| 29       | fy (petita)      | color de guatlla, sense banyes               | Pot salvar-se             | Horus            | -                               |
| 30       | fy               | sense descripció                             | Pot salvar-se             | Horus            | -                               |
| 31       | fy (mascle)      | com el vermell henepu 24 a dalt              | Pot salvar-se             | Seth/Geb         | -                               |
| 32       | hefaw llaurar    | color sorra                                  | No letal                  | Seth             | -                               |
| 33       | hefaw nefet      | color de guatlla, fa sons alts de bufecs     | Pot salvar-se             | Horus            | -                               |
| 34       | (perdut)         | totalment blanca                             | Pot salvar-se             | Seth             | -                               |
| 35       | r-bedjadja       | negra, 3 dents                               | (perdut)                  | Khonsu           | 53                              |
| 36       | sedbu            | panxa i colls daurats, es troba en els camps | inofensiva                | (perdut)         | 52                              |
| 37       | (perdut)         | negre, panxa blanca                          | No letal                  | Hathor           | -                               |
| 38       | kar              | verd, canvia els colors d'acord amb l'entorn | Pot salvar-se             | Anubis           | -                               |
- ¹ Pot salvar-se si la serp està feble
- ² Pronom femení usat en la totalitat de la descripció
- Nombre de dents refereix a la ferida produïda per la mossegada
- La paraula fy podria significar escurçó, o una serp que sembla tal

## Galeria

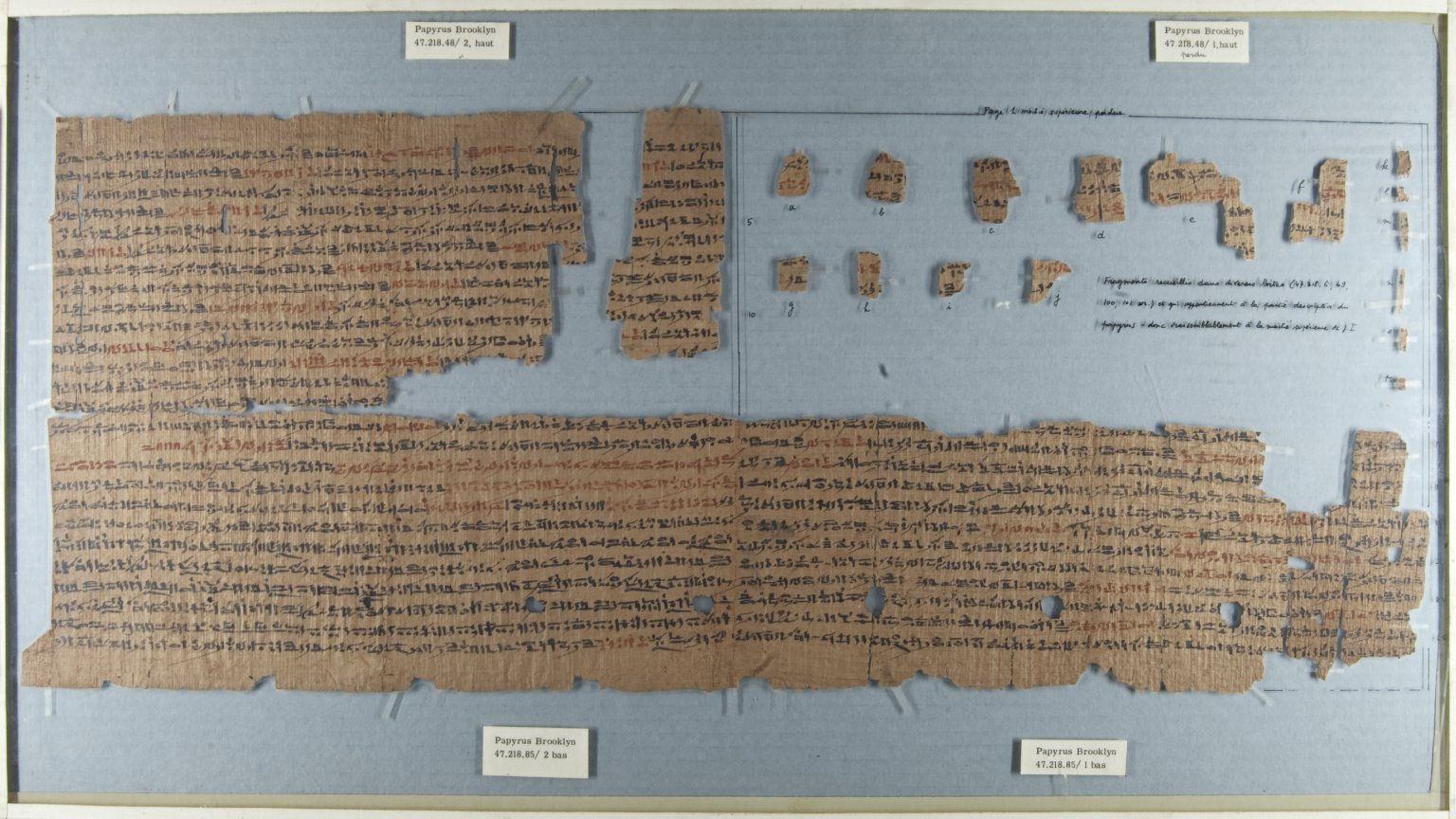
Papir de Brooklyn, 664 - 332 a.C., Museu de Brooklyn.
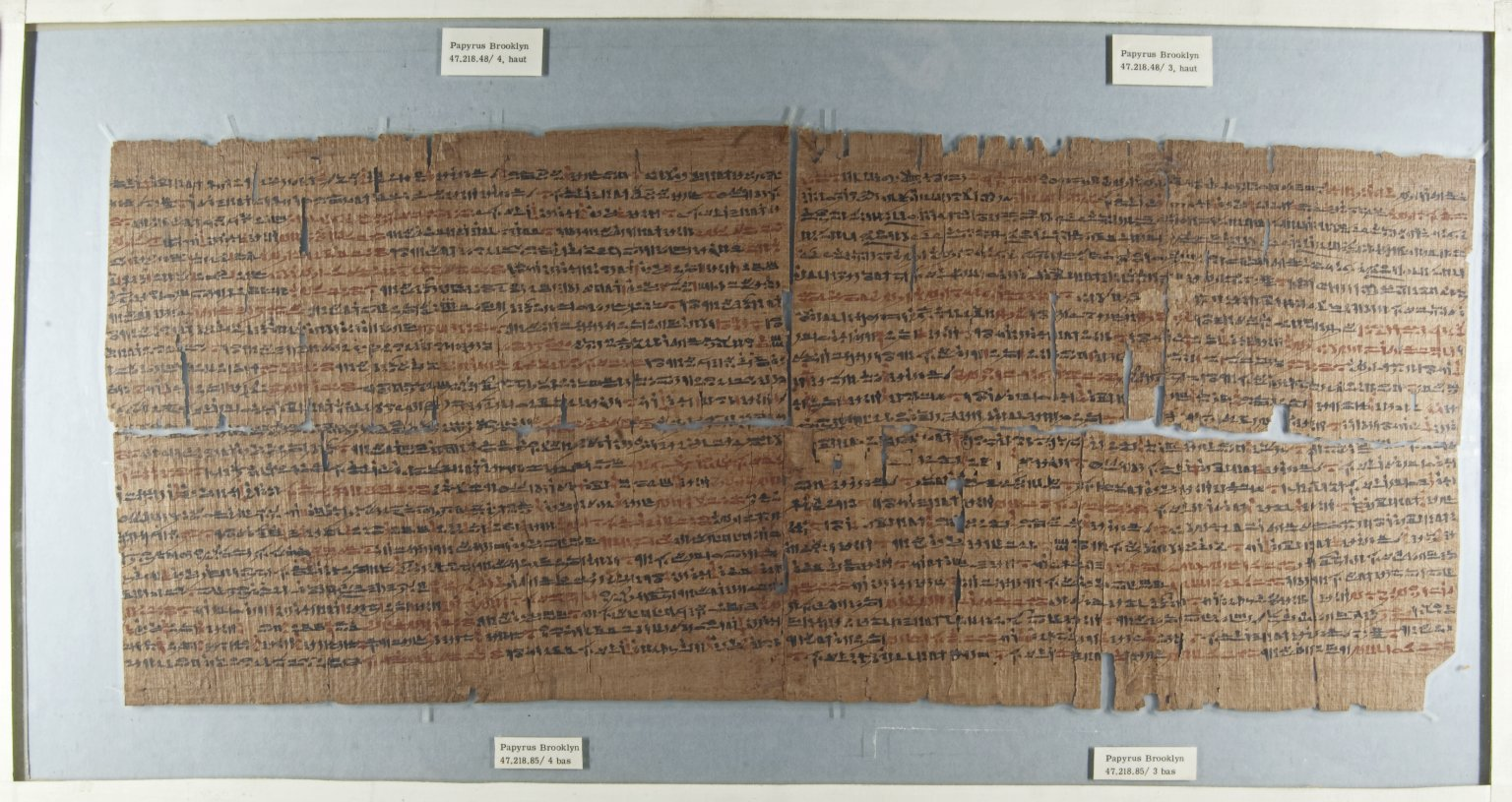
Papir de Brooklyn, 664 - 332 a.C., Museu de Brooklyn.